# قهرود (كاشان)
قهرود هي قرية في مقاطعة كاشان، إيران. يقدر عدد سكانها بـ 1074 نسمة بحسب إحصاء 2016.